# ICO
ICO (Windows icon) — формат зберігання файлів значків.
Формат ICO аналогічний формату CUR (Windows cursors), призначеному для зберігання курсорів.
Відмінність полягає в чисельному значенні одного поля в головній структурі, і інтерпретації значень двох інших полів цієї ж структури.
Один ICO-файл містить один або декілька значків, розмір і кольором кожного з яких задається окремо.
Розмір значка може бути будь-яким, але найбільш вживані квадратні значки із стороною 16, 32 і 48 пікселів.
Також використовуються значки з розміром 24, 40, 60, 72, 92, 108, 128 пікселів.
Починаючи з Windows 98/2000, формат підтримує впровадження зображень у форматі JPEG і PNG, але зазвичай дані значків зберігаються в не стислому вигляді.
Значки бувають в природному кольорі (True Color, глибина кольору 24 біт), High Color (глибина кольору 15 біт), або з фіксованою палітрою (з двохсот п'ятдесяти шести, шістнадцяти, або всього з двох кольорів). В цьому випадку число, відповідає кожному пікселю, вказує не на колір, а на номер кольору в палітрі.
По своїй структурі зображення у файлі ICO найбільш близькі до BMP, але принципово відрізняються від них наявністю додаткового зображення — маски, що накладається на задній план при допомозі бітових операцій, що дозволяє реалізувати (повну) прозорість малюнка. Подальше накладення основного зображення за допомогою того, що «виключає АБО» може навіть дати «інверсні» пікселі в тих місцях, де задній план не був замаскований.
Крім того, починаючи з Windows XP підтримується 32-бітний колір — кожному пікселу відповідає 24-біта кольору і 8-бітовий альфа-канал, що дозволяє реалізувати 256 рівнів часткової прозорості.
За допомогою альфа-канала можна відображати значки із згладженими (розмітими) краями і тінню, що поєднуються з будь-яким фоном; маска в цьому випадку ігнорується.